# Фатерштеттен
Фатерштеттен (нем. Vaterstetten) — община в Германии, в земле Бавария. 
Подчиняется административному округу Верхняя Бавария. Входит в состав района Эберсберг. Население составляет 22 070 человек (на 31 декабря 2010 года). Занимает площадь 34,18 км².
Община подразделяется на 7 сельских округов.